# شجاعت نعمتوف
شجاعت نعمتوف (انگلیسی: Shujoat Nematov؛ زادهٔ ۲۶ سپتامبر ۱۹۸۱) بازیکن فوتبال اهل تاجیکستان است.
از باشگاه‌هایی که در آن بازی کرده‌است می‌توان به باشگاه فوتبال ریگر-تداز تورسون‌زاده اشاره کرد.
وی همچنین در تیم ملی فوتبال تاجیکستان بازی کرده‌است.